# 九州農政局長崎県拠点
九州農政局長崎県拠点（きゅうしゅうのうせいきょくながさきけんきょてん）は、農林水産省の地方支分部局である九州農政局（熊本県熊本市西区）の出先機関。

## 主たる業務
長崎県内における農業者の経営安定に関する業務全般を担当する。
2015年10月に行われた農林水産省の組織見直しにより、「九州農政局長崎農政事務所」→「九州農政局長崎地域センター」から「九州農政局長崎県拠点」に改められ、消費者に関する分野は九州農政局本局に業務統合された。

## 組織
- 長崎県拠点（長崎県長崎市岩川町 長崎地方合同庁舎）

## 管内事務所・事業所
- なし